# Pol Beckmann Branchadell
Pol Beckmann Branchadell (Barcelona, 19 de juliol de 1991) és un escriptor català.
Graduat en periodisme a la Universitat Autònoma de Barcelona el 2018. Ha guanyat premis com l'Elsa García el 2011, l'Alt Urgell per a joves autors, el premi Núvol de contes el 2012 i el concurs de relats curts Ploma els 4 gats en la secció jove el 2016.
L'any 2019 fou guardonat amb el Premi Llibreter de narrativa amb la seva obra Novel·la, a criteri del jurat «per la seva qualitat i atreviment literari, pel domini del llenguatge i la capacitat de síntesi argumental, i per la seva originalitat en el plantejament dels límits entre la ficció i la realitat jugant amb el lector i sorprenent-lo fins al final».

## Publicacions
- Novel·la, Quaderns Crema, 2018. ISBN 978-84-7727-601-2[4]